# Campagne (Oise)
Campagne település Franciaországban, Oise megyében. Lakosainak száma 160 fő (2022. január 1.). Campagne Beaulieu-les-Fontaines, Bussy, Catigny, Écuvilly és Frétoy-le-Château községekkel határos.

## Népesség
A település népességének változása:
| Lakosok száma | 165  | 170  | 161  | 157  | 159  | 160  | 159  | 160  |
|               | 2013 | 2015 | 2017 | 2018 | 2019 | 2020 | 2021 | 2022 |